# Ninnan Santesson
Ninnan Santesson (Fjärås, 1891 — Stockholm, 1969) est une sculptrice et dessinatrice suédoise. Les sculptures monumentales de Santesson et les portraits intimes de ses contemporaines sont considérés comme ses plus grands succès créatifs.

## Biographie

### Jeunesse et formation
Gertrud Paulina Santesson naît le 14 décembre 1891 au sein d'une famille aisée dans le manoir de Tjolöholm (devenu le château de Tjolöholm), près de Fjärås, dans le comté de Halland, dans le sud de la Suède,,. Elle est la deuxième des trois filles de Berndt Ehrenfried Santesson et de son épouse Edith Elisabet (née Bergman). Elle grandit au domaine de Mälby, dans le Södermanland, au nord-est du Halland, mais son père meurt lorsqu'elle a douze ans,,.
La famille déménage à Stockholm, où Ninnan reçoit ses premières leçons de sculpture de l'amie de sa mère, Sigrid Blomberg (en). Elle étudie à partir de 1911 dans le département de sculpture de l'Académie royale suédoise des Beaux-Arts, mais, comme d'autres étudiants, elle n'apprécie pas la pédagogie et part terminer sa formation à Paris,. Elle y étudie le dessin à l'Académie Colarossi et la sculpture monumentale à l'Académie de la Grande Chaumière auprès d'Antoine Bourdelle,. Elle se lie d'amitié avec les artistes suédoises Siri Derkert, Anna Petrus et Lisa Bergstrand. Pendant cette période, elle voyage en Algérie pendant un an et demi, et son voyage est déterminant dans son évolution stylistique. Elle réalise notamment un portrait intitulé Monsieur Iffa, qui sera plus tard exposé, avec d'autres œuvres, à côté de celles de l'artiste finlandais Engelbert Bertel-Nordström (en) à la Konstnärshuset de Stockholm. Santesson épouse Bertel-Nordströmat en 1917,,. Elle a une fille avec lui, Lena Santesson-Carlson (sv) (1918-1997) qui deviendra elle aussi une artiste. Le couple divorce en 1928.

### Carrière

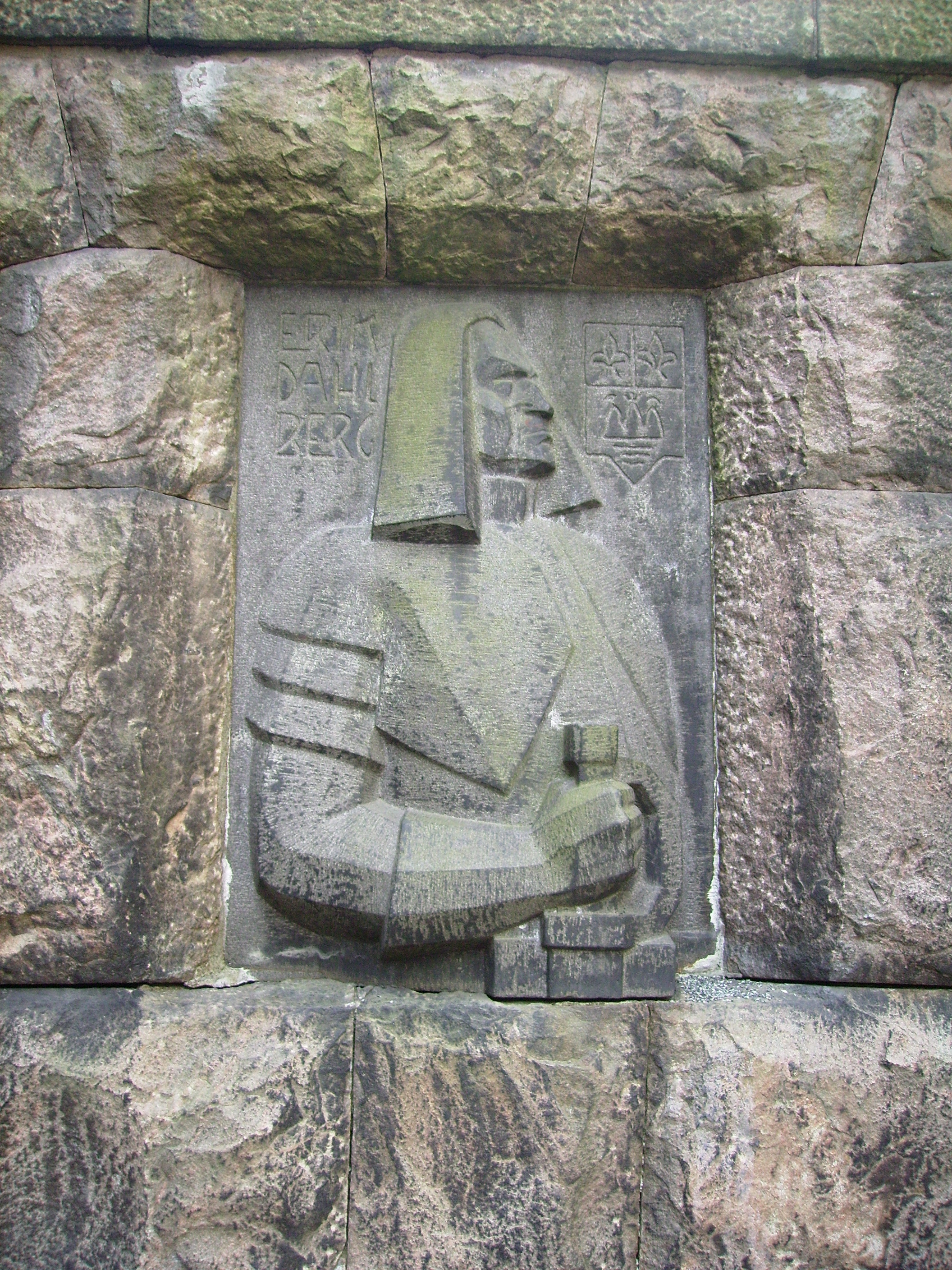
Bas-relief en granit du maréchal Erik Dahlbergh (1916).

Ninnan Santesson travaille sur la plupart de ses sculptures monumentales avant 1930, et la plupart d'entre elles sont associées à la ville de Göteborg. Elle accepte la commande de sa première œuvre de grande envergure dans la ville : la rénovation de la maison du consul Forsberg à Lorensberg (sv), pour laquelle elle fournit quatre figures en chêne, quatorze cariatides et un plafond peint. En 1912, elle décore l'église de Masthugg (en), qui est considérée comme l'une des meilleures œuvres de Santesson. Quatre ans plus tard, elle conçoit un bas-relief en granit du maréchal suédois Erik Dahlbergh. La même année, elle achève une sculpture intitulée Genius på högt postament (« Génie sur un piédestal élevé »), une statue du poète Viktor Rydberg, qu'elle verra érigée en monument public dix ans plus tard. La sculpture est conçue dans le style classique, et représente la double nature du poète : son idéalisme et son réalisme. Son œuvre de 1930, Kunskapens träd à Skövde (« L'arbre de la connaissance à Skövde »), a également été conçue dans le même style, et est sa dernière production classique.

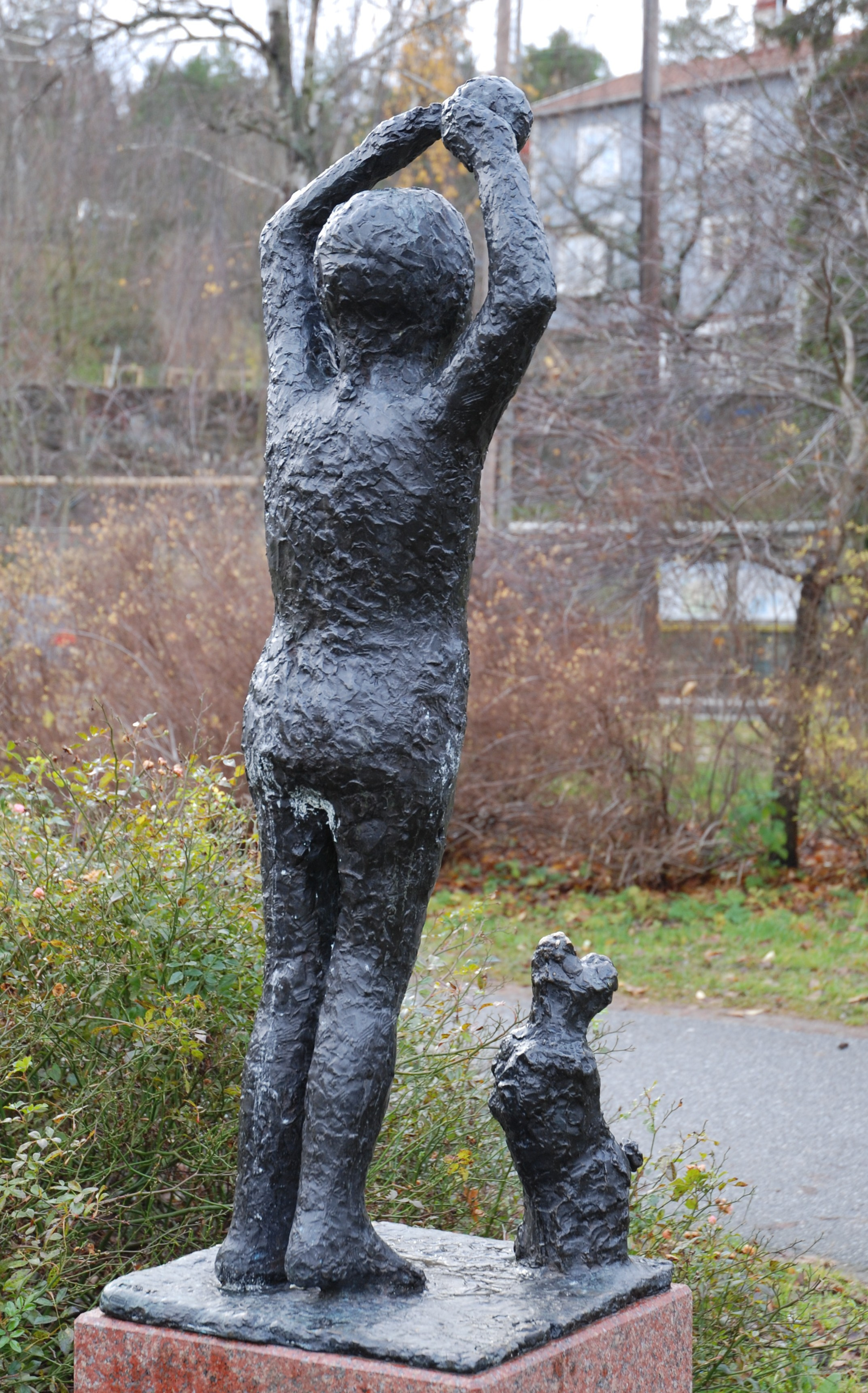
Flicka med hund (1968).

À partir de 1930, Santesson cesse de travailler sur des sculptures monumentales et se consacre à des modèles de petite taille en argile, en terre cuite et en bronze. À cette époque, elle peint des portraits de ses amies artistes contemporaines bien connues, notamment Naïma Wifstrand, Marianne Frestadius (sv) et Hanna Rydh. Son atelier devient un lieu de rencontre pour ses anciens amis, où Berta Hansson (en) travaille sur les croquis, Siri Derkert s'occupe des sculpteurs, et Maj Bring (en) servait de modèle. La sculpture du corps entier de Bring par Santesson est souvent considérée comme un chef-d'œuvre. Flicka med hund (« Fille avec un chien »), son œuvre finale est conçue en style libre. Le modèle a été élevé à Mälarhöjden, dans la banlieue de Stockholm, à titre posthume,,.
Ninnan Santensson a tenu plusieurs expositions individuelles à Stockholm, Göteborg, Uppsala, Lund et Borås. Ses œuvres ont été présentées dans de nombreuses expositions importantes en Suède et au Danemark, notamment l'exposition d'art nordique à Göteborg et les « Optimistes » au Liljevalchs konsthall, ainsi que celles organisées par l'Association générale des arts de Suède,,.
Ninnan Santesson meurt à Stockholm le 14 janvier 1969 ses cendres ont été éparpillées dans un jardin commémoratif,.

## Œuvre
Ninnan Santesson sculpte principalement sur bois ou pierre, et occasionnellement le béton, la terre cuite et le bronze. Elle réalise en particulier des bustes, mais aussi des groupes de sculptures, des reliefs et des statuettes telles que Goran et le Dragon, Le Prince, La Fille comme clé à molette, Berger à l'Agneau, notamment. Elle s'est surtout fait connaître pour ses sculptures monumentales, telles que le retable de l'église de Masthugg (en), qui est considéré comme son chef-d'œuvre.
Le critique d'art suédois Ulf Linde a déclaré : « Les sculptures et les dessins de Ninnan Santesson ont un incroyable vibrato sur toutes les surfaces de la forme. [...] Elle révèle la nature sensible des choses dans le sens le plus extrême du terme. Elle n'est jamais banale ».
Ses œuvres sont notamment conservées au Nationalmuseum, au Moderna Museet et dans les musées de Göteborg, Malmö et Borås (sv).